# NHL 1938./39.
NHL-sezona 1938./39. je bila dvadesetdruga sezona NHL-a. 7 momčadi odigrali su 48 utakmica. Pobjednik Stanleyjeva kupa je bila momčad Boston Bruinsa, koja je u finalnoj seriji pobijedila Toronto Maple Leafse s 4:1.
Nakon što su i Montreal Maroonsi radi financijskih problema odustali od daljnjeg nastupanja u NHL-u se u ovoj sezoni više nije igralo u dvije skupine.
Toe Blake je bio uvjerljivo najbolji igrač ove sezone i osvoji je zasluženo nagradu za najboljeg igrača (Hart Memorial Trophy).
U doigravanju jedan drugi igrač preuzima ulogu glavnog igrača. Nakon samo 10 golova u regularnoj sezoni Mel Hill iz Bostona postiže šest zgoditaka u doigravanju. Svoj nadimak „Sudden Death“ je dobio, jer je protiv Rangerse, 3 puta u produžecima postigao pobjednički gol. Isto tako je u zadnjoj utakmicu protiv Rangerse nakon 48 minuta postigao pobjedonosni zgoditak.

## Regularna sezona

### Ljestvica
Kratice: P = Pobjede, Po. = Porazi, N = Neriješeno, G= Golovi, PG = Primljeni Golovi, B = Bodovi
|                     | P  | Po. | N  | G   | PG  | B  |
| ------------------- | -- | --- | -- | --- | --- | -- |
| Boston Bruins       | 36 | 10  | 2  | 156 | 76  | 74 |
| New York Rangers    | 26 | 16  | 6  | 149 | 105 | 58 |
| Toronto Maple Leafs | 19 | 20  | 9  | 114 | 107 | 47 |
| New York Americans  | 17 | 21  | 10 | 119 | 157 | 44 |
| Detroit Red Wings   | 18 | 24  | 6  | 107 | 128 | 42 |
| Montreal Canadiens  | 15 | 24  | 9  | 115 | 146 | 39 |
| Chicago Blackhawks  | 12 | 28  | 8  | 91  | 132 | 32 |

### Najbolji strijelci
Kratice: Ut. = Utakmice, G = Golovi, A = Asistencije, B = Bodovi
| Igrač            | Momčad       | Ut. | G  | A  | B  |
| ---------------- | ------------ | --- | -- | -- | -- |
| Toe Blake        | Montreal     | 48  | 24 | 23 | 47 |
| Sweeney Schriner | NY Americans | 48  | 13 | 31 | 44 |
| Bill Cowley      | Boston       | 34  | 8  | 34 | 42 |
| Clint Smith      | NY Rangers   | 48  | 21 | 20 | 41 |
| Marty Barry      | Detroit      | 48  | 13 | 28 | 41 |
| Syl Apps         | Toronto      | 48  | 15 | 25 | 40 |
| Tommy Anderson   | NY Americans | 48  | 13 | 27 | 40 |
| Johnny Gottselig | Chicago      | 48  | 16 | 23 | 39 |
| Paul Haynes      | Montreal     | 47  | 5  | 33 | 38 |
| Roy Conacher     | Boston       | 47  | 26 | 11 | 37 |

## Doigravanje za Stanleyjev kup
Sve utakmice odigrane su 1939. godine. 
U prvom krugu prva i druga plasirana momčad regularne sezone u međusobnim susretima odlučuju o finalistu za Stanleyjev kup. Igrala se serija najbolji u sedam utakmica.  Treći i četvrti kao i peti i šesti regularne sezone odlučili su u seriji najbolji iz tri utakmica, tko ulazi u drugi krug. Pobjednici tih susreta su u međusobnom susretu odlučivali o drugom finalistu Stanleyevog Cupa. U drugom krugu se također igralo najbolji iz tri utakmica. U finalu se tražilo pobjednika u seriji najbolji iz sedam utakmica.

### Prvi krug
| New York Rangers vs. Boston Bruins                                           | New York Rangers vs. Boston Bruins | New York Rangers vs. Boston Bruins | New York Rangers vs. Boston Bruins | New York Rangers vs. Boston Bruins | New York Rangers vs. Boston Bruins | New York Rangers vs. Boston Bruins |
| Datum                                                                        | Gostujuća momčad                   | Gostujuća momčad                   | Domaćin                            | Domaćin                            | Bilješke                           |                                    |
| ---------------------------------------------------------------------------- | ---------------------------------- | ---------------------------------- | ---------------------------------- | ---------------------------------- | ---------------------------------- | ---------------------------------- |
| 21. ožujka                                                                   | Boston                             | 2                                  | 1                                  | NY Rangers                         | 3OT°                               |                                    |
| 23. ožujka                                                                   | NY Rangers                         | 2                                  | 3                                  | Boston                             | OT°                                |                                    |
| 25. ožujka                                                                   | NY Rangers                         | 1                                  | 4                                  | Boston                             |                                    |                                    |
| 28. ožujka                                                                   | Boston                             | 1                                  | 2                                  | NY Rangers                         |                                    |                                    |
| 30. ožujka                                                                   | NY Rangers                         | 2                                  | 1                                  | Boston                             | OT°                                |                                    |
| 1. travnja                                                                   | Boston                             | 1                                  | 3                                  | NY Rangers                         |                                    |                                    |
| 2. travnja                                                                   | NY Rangers                         | 1                                  | 2                                  | Boston                             | 3OT°                               |                                    |
| Boston pobjeđuje seriju s 4:3 i kvalificiraju se za finale Stanleyevog Cupa. |                                    |                                    |                                    |                                    |                                    |                                    |

| Toronto Maple Leafs vs. New York Americans                     | Toronto Maple Leafs vs. New York Americans | Toronto Maple Leafs vs. New York Americans | Toronto Maple Leafs vs. New York Americans | Toronto Maple Leafs vs. New York Americans | Toronto Maple Leafs vs. New York Americans |
| Datum                                                          | Gostujuća momčad                           | Gostujuća momčad                           | Domaćin                                    | Domaćin                                    |                                            |
| -------------------------------------------------------------- | ------------------------------------------ | ------------------------------------------ | ------------------------------------------ | ------------------------------------------ | ------------------------------------------ |
| 21. ožujka                                                     | NY Americans                               | 0                                          | 4                                          | Toronto                                    |                                            |
| 23. ožujka                                                     | Toronto                                    | 2                                          | 0                                          | NY Americans                               |                                            |
| Toronto pobjeđuje seriju s 2:0 i kvalificira se za drugi krug. |                                            |                                            |                                            |                                            |                                            |

| Montreal Canadiens vs. Detroit Red Wings                       | Montreal Canadiens vs. Detroit Red Wings | Montreal Canadiens vs. Detroit Red Wings | Montreal Canadiens vs. Detroit Red Wings | Montreal Canadiens vs. Detroit Red Wings | Montreal Canadiens vs. Detroit Red Wings | Montreal Canadiens vs. Detroit Red Wings |
| Datum                                                          | Gostujuća momčad                         | Gostujuća momčad                         | Domaćin                                  | Domaćin                                  | Bilješke                                 |                                          |
| -------------------------------------------------------------- | ---------------------------------------- | ---------------------------------------- | ---------------------------------------- | ---------------------------------------- | ---------------------------------------- | ---------------------------------------- |
| 21. ožujka                                                     | Detroit                                  | 0                                        | 2                                        | Montreal                                 |                                          |                                          |
| 23. ožujka                                                     | Montreal                                 | 3                                        | 7                                        | Detroit                                  |                                          |                                          |
| 26. ožujka                                                     | Montreal                                 | 0                                        | 1                                        | Detroit                                  | OT°                                      |                                          |
| Detroit pobjeđuje seriju s 2:1 i kvalificira se za drugi krug. |                                          |                                          |                                          |                                          |                                          |                                          |

### Drugi krug
| Toronto Maple Leafs vs. Detroit Red Wings                                   | Toronto Maple Leafs vs. Detroit Red Wings | Toronto Maple Leafs vs. Detroit Red Wings | Toronto Maple Leafs vs. Detroit Red Wings | Toronto Maple Leafs vs. Detroit Red Wings | Toronto Maple Leafs vs. Detroit Red Wings | Toronto Maple Leafs vs. Detroit Red Wings |
| Datum                                                                       | Gostujuća momčad                          | Gostujuća momčad                          | Domaćin                                   | Domaćin                                   | Bilješke                                  |                                           |
| --------------------------------------------------------------------------- | ----------------------------------------- | ----------------------------------------- | ----------------------------------------- | ----------------------------------------- | ----------------------------------------- | ----------------------------------------- |
| 28. ožujka                                                                  | Detroit                                   | 1                                         | 4                                         | Toronto                                   |                                           |                                           |
| 30. ožujka                                                                  | Toronto                                   | 1                                         | 3                                         | Detroit                                   |                                           |                                           |
| 1. travnja                                                                  | Detroit                                   | 4                                         | 5                                         | Toronto                                   | OT°                                       |                                           |
| Toronto pobjeđuje seriju s 2:1 i kvalificira se za finale Stanleyevog Cupa. |                                           |                                           |                                           |                                           |                                           |                                           |

### Finale Stanleyevog Cupa
| Boston Bruins vs. Toronto Maple Leafs                  | Boston Bruins vs. Toronto Maple Leafs | Boston Bruins vs. Toronto Maple Leafs | Boston Bruins vs. Toronto Maple Leafs | Boston Bruins vs. Toronto Maple Leafs | Boston Bruins vs. Toronto Maple Leafs | Boston Bruins vs. Toronto Maple Leafs |
| Datum                                                  | Gostujuća momčad                      | Gostujuća momčad                      | Domaćin                               | Domaćin                               | Bilješke                              |                                       |
| ------------------------------------------------------ | ------------------------------------- | ------------------------------------- | ------------------------------------- | ------------------------------------- | ------------------------------------- | ------------------------------------- |
| 6. travnja                                             | Toronto                               | 1                                     | 2                                     | Boston                                |                                       |                                       |
| 9. travnja                                             | Toronto                               | 3                                     | 2                                     | Boston                                | OT°                                   |                                       |
| 11. travnja                                            | Boston                                | 3                                     | 1                                     | Toronto                               |                                       |                                       |
| 13. travnja                                            | Boston                                | 2                                     | 0                                     | Toronto                               |                                       |                                       |
| 16. travnja                                            | Toronto                               | 1                                     | 3                                     | Boston                                |                                       |                                       |
| Boston pobjeđuje seriju s 4:1 i osvaja Stanleyjev kup. |                                       |                                       |                                       |                                       |                                       |                                       |

°OT = Produžeci

### Najbolji strijelac doigravanja
Kratice: Ut. = Utakmice, G = Golovi, A = Asistencije, B = Bodovi
| Igrač       | Momčad | Ut. | G | A  | B  |
| ----------- | ------ | --- | - | -- | -- |
| Bill Cowley | Boston | 12  | 3 | 11 | 14 |

## Nagrade NHL-a
| Art Ross Trophy:           | Toe Blake, Montreal Canadiens |
| O'Brien Trophy:            | Toronto Maple Leafs           |
| Prince of Wales Trophy:    | Boston Bruins                 |
| Calder Memorial Trophy:    | Frank Brimsek, Boston Bruins  |
| Hart Memorial Trophy:      | Toe Blake, Montreal Canadiens |
| Lady Byng Memorial Trophy: | Clint Smith, New York Rangers |
| Vezina Trophy:             | Frank Brimsek, Boston Bruins  |

### All Stars momčad
| Prva momčad                         | Pozicija        | Druga momčad                          |
| ----------------------------------- | --------------- | ------------------------------------- |
| Frank Brimsek, Boston Bruins        | vratar          | Earl Robertson, New York Americans    |
| Eddie Shore, Boston Bruins          | obrambeni igrač | Earl Seibert, Chicago Black Hawks     |
| Dit Clapper, Boston Bruins          | obrambeni igrač | Art Coulter, New York Rangers         |
| Syl Apps, Toronto Maple Leafs       | centar          | Neil Colville, New York Rangers       |
| Gordie Drillon, Toronto Maple Leafs | desni napadač   | Bobby Bauer, Boston Bruins            |
| Toe Blake, Montreal Canadiens       | lijevi napadač  | Johnny Gottselig, Chicago Black Hawks |
| Art Ross, Boston Bruins             | trener          | Red Dutton, New York Americans        |

## Vanjske poveznice
- Hacx.de: Sve ljestvice NHL-a  Arhivirana inačica izvorne stranice od 24. siječnja 2008. (Wayback Machine)